# Warngau
Warngau település Németországban, azon belül Bajorországban. Lakosainak száma 3819 fő (2023. december 31.). Warngau Valley és Weyarn községekkel határos.

## Népesség
A település népessége az elmúlt években az alábbi módon változott:
| Lakosok száma | 679  | 1509 | 1514 | 2784 | 3728 | 3810 | 3843 | 3837 | 3832 | 3819 |
|               | 1875 | 1950 | 1975 | 1987 | 2012 | 2014 | 2016 | 2017 | 2021 | 2023 |